# Жан Жакоб Герн
Жан Жако́б Ґерн (фр. Jean Jacob Guerne; 1755 — 1797) — французький архітектор XVIII століття. Учень архітектора Моро-Депру, лауреат Римської премії 1769 року. Активність тривала до Французької революції. Будівлі за його проектами існують у Франції (?) та Росії.

## Біографія
Народився у Парижі 1755 (за іншими даними 1748) року в кальвіністській родині. Батько — Абраам (Авраам) Герн (Abraham Guerne), тесляр міста Парижа, мати — Марі Дюбю (Marie Dubut). Мав двох братів та двох сестер. Навчався архітектури під керівництвом французького архітектора П.-Л. Моро-Депру. У грудні 1765 року зі своїм проектом «Бальна зала» взяв участь у змаганні Королівської Академії архітектури та отримав премію. Відомий архітектор Ж.-Ф. Блондель високо оцінив його здібності, але визнав його надто самовпевненим («ставлюсь до нього прихильно»). Герн чотири рази брав участь у конкурсі на Римську премію, яку він нарешті отримав у 1769 році зі своїм сюжетом «народне гуляння, в основі якого храм Гіменея для шлюбу самодержця». Сюжет навіяно прийдешнім одруженням дофіна (майбутнього Людовика XVI) з Марією-Антуанеттою Австрійською. З огляду на його віровизнання, протестантові Герну відмовили у дипломі, який дозволив би йому стати пансіонером Французької Академії в Римі. Щоб не наражати на небезпеку батька, який працював тоді на будівництві «Королівської опери» у Версалі, Жакоб вирішив не турбувати його проханнями, а сам вирушив власним коштом до Італії. Подорожував із Жаном-Філіпом Лемуаном де Кузоном, який вивчав античні пам'ятки. Знайшов товаришів у Палаццо Манчині, де рисував з ними натурників. У колі захопленого палладіанством Жана-Арно Ремона Герн познайомився і з Джакомо Кваренгі.
Після повернення до Парижа молодого архітектора призначено наглядачем будов правого берега Сени (la Ville) з жалуванням 1 800 ліврів. На службі, під керівництвом свого вчителя Моро-Деспру, співпрацював з М.-Ж. Пером Лене, Ж. О. Маркізом та П. Т. Бараге. 1769 року його батько Абрагам Герн купив у міста ділянку між Оперною коморою, вулицею де Бонді й новим бульваром Сен-Мартен (з 1781 року — «Оперний бульвар»). Жакоб там звів перший маєток з восьмикутним двором, який взяв у оренду посол Венеції Даніель Дофін («Венеційський особняк»). Архітектор відзначав це досягнення коли вперше виставляв свою кандидатуру до Академії в листопаді 1777 року. 10 травня 1777 своєю постановою Рада при королі (Conseil du roi de France) зобов'язала місто віддати Гернам ще одну ділянку, на якій вони побудували особняк, призначений для ешевена Жоліве де Ванна (Jolivet de Vannes). Цей будинок, прикрашений портиком іонічного ордеру з боку бульвару, закарбований гравером Ж.-Ф. Жаніне на гравюрі за малюнком архітектора Ж. Н. Л. Дюрана. 1780 року Герн створив проект заміського палацу (château d'Arcangelsky) на замовлення російського вельможі князя М. О. Голіцина, за який отримав 1 200 рублів.
Едикт «Про віротерпимість» 7 листопада 1787 року сприяв активності архітектора. Він працює над прикрашенням готичного криласу Санліського собору (Cathédrale Notre-Dame de Senlis), для чого за спеціальним замовленням скульптор Ж. Г. Муатт виконав статую Св. Регула (прикрасу знищено за часів Революції). Секретар Академії М.-Ж. Седен представив Академії свій проект оздоблення Ланського собору (Cathédrale Notre-Dame de Laon). У березні 1792 року, голосування принесло К.-Н. Леду перший розряд Королівської Академії, а Герну другий, але товариство незабаром розпалось — наступного року Академію було ліквідовано.
Жакоб Герн та його дружина володіли у Швейцарії, на Більському озері, будинком «Рокхолл» (Rockhall), де вони провели зиму 1790—1791 років. Герн викликав підозру як співвласник зброярської мануфактури, тому він розсудливо вирішив емігрувати. У нього відібрали обидва маєтки Оперного бульвару й оголосили їх національним надбанням. Указом від 5 флореаля 2-го року (24 квітня 1794), Конвент вирішив будувати на їхньому місці Народні арени. Але архітектурний конкурс, лауреатом якого був дехто Лаюр, довів, що ділянка надто вузька для такого грандіозного будівництва. «Венеційський» та «Ваннський» особняки були перетворені на прибуткові будинки.
Згідно з французькими джерелами, Герн продовжив свою кар'єру в Росії, на службі в імператора Павла І, який йому надав шляхетство. Але російські джерела факт приїзду архітектора до Росії не підтверджують.
Помер у Парижі 7 травня 1797 року, у свому будинку на вулиці Бонді (збудованому на ділянці, купленій батьком у 1769), який надалі був проданий спадкоємцями в 1799 р..

## Будівлі
- У Франції за проектом Герна збудовані: «Венеційський» (hôtel de Venise) і «Ваннський» (hôtel de Vannes) особняки на бульварі Сен-Мартен у Парижі (про них дані знайти не вдалося).
- У Росії за проектами Герна збудовані: палац у підмосковній садибі Архангельське (château d'Arcangelsky), а також, за припущеннями, «Білий будиночок» у садибі Нікольське-Урюпіно.